# Parasporturi

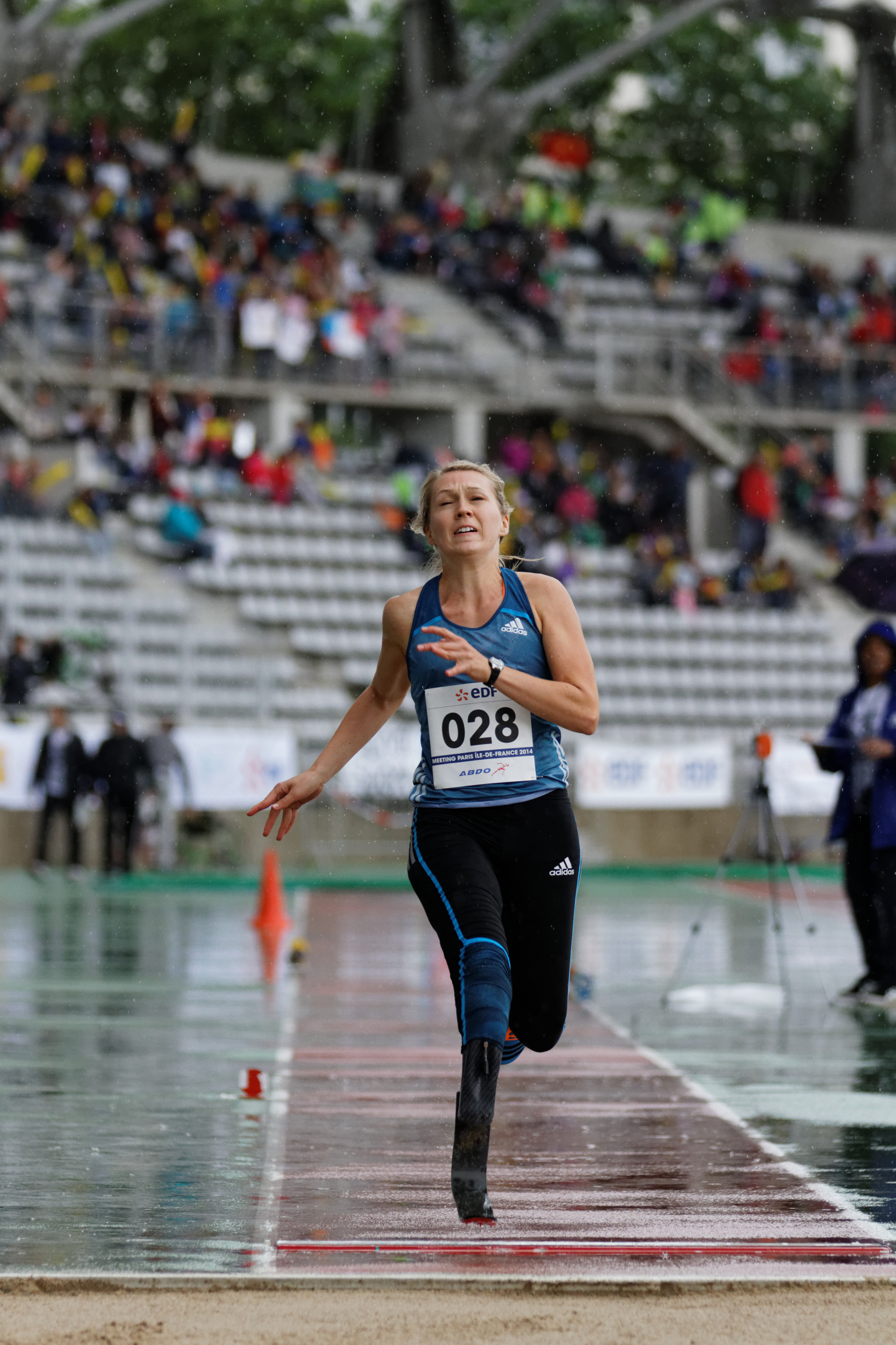
Iris Pruysen concurează la săritura în lungime la întâlnirea paralimpică de atletism de la Paris din 2014

Parasport sau Parasporturi sunt sporturi practicate de persoane cu dizabilități, inclusiv cu dizabilități fizice și intelectuale.. Unele parasporturi sunt forme de activități fizice adaptate din sporturile existente fără dizabilități, în timp ce altele au fost create special pentru persoanele cu dizabilități și nu au un echivalent fără dizabilități. Dizabilitatea există în patru categorii: fizică, psihică, permanentă și temporară. La nivel competitiv, clasificările sportive cu dizabilități sunt aplicate pentru a permite persoanelor cu abilități diferite să se confrunte cu o opoziție similară.

## Organizare și istorie
Sportul organizat pentru sportivii cu dizabilități și este împărțit în trei grupuri mari de dizabilități: surzi, persoane cu dizabilități fizice și persoane cu dizabilități intelectuale. Fiecare grup are o istorie distinctă, organizare, program de competiție și abordare a sportului.

## Deficiență de auz
Competiția internațională oficială în sportul pentru surzi a început cu Jocurile pentru Surzi de la Paris din 1924 , organizate de Comitetul Internațional al Sporturilor pentru Surzi(CISS). Aceste jocuri au evoluat în timp Jocuri Internaționale pentru Surzi(Deaflympics) , guvernate de CISS, care menține jocuri separate pentru sportivii surzi în funcție de numărul lor, nevoile lor speciale de comunicare pe terenul de sport și interacțiunea socială care este o parte vitală a sportului. 
Aceste jocuri au evoluat în Deaflympics moderne , guvernate de CISS, care menține jocuri separate pentru sportivii surzi în funcție de numărul lor, nevoile lor speciale de comunicare pe terenul de sport și interacțiunea socială care este o parte vitală a sportului.

## Dizabilitate intelectuală
Sporturile pentru persoanele cu dizabilități intelectuale au început să fie organizate în anii 1960 prin mișcarea Special Olimpics. Aceasta a rezultat dintr-o serie de tabere de vară organizate de Eunice Kennedy Shriver ⁠(en)[traduceți], începând cu 1962. În 1968 au avut loc primele Olimpiade Internaționale Speciale, la Chicago. Astăzi, Special Olympics oferă antrenament și competiție într-o varietate de sporturi pentru persoanele cu dizabilități intelectuale. 
În 1986, a fost înființată  Federația Internațională de Sport pentru Persoanele cu Dizabilități Intelectuale⁠(en)[traduceți](INAS-FID) pentru a sprijini competiția de elită pentru sportivii cu dizabilități intelectuale. Acest lucru a fost stabilit în contrast cu abordarea mai participativă, „sport pentru toți”, a Special Olympics. Pentru o vreme, sportivii cu dizabilități intelectuale au fost incluși în Jocurile Paralimpice. După un scandal de înșelăciune la Jocurile Paralimpice de vară din 2000, în care s-a dezvăluit că un număr de sportivi care participau la evenimente cu dizabilități intelectuale nu toți au avut dizabilități, sportivii INAS-FID au fost interziși de la competițiile paralimpice

## Handicap fizic
Sportul organizat pentru persoanele cu dizabilități fizice a existat încă din 1911, când a avut loc „Olimpiada Cripples” în SUA. Unul dintre sportivii de succes a fost Walter William Francis, un galez, care a câștigat atât campionatul de alergare, cât și cel de luptă.. Mai târziu, evenimentele s-au dezvoltat adesea din programele de reabilitare. După cel de-al Doilea Război Mondial, ca răspuns la nevoile unui număr mare de foști militari și civili răniți, sportul a fost introdus ca o parte cheie a reabilitării. Sportul pentru reabilitare a crescut în sport recreațional și apoi în sport de competiție. Pionierul acestei abordări a fost Sir  Ludwig Guttmann⁠(en)[traduceți]  de la Spitalul Stoke Mandeville din Anglia. În 1948, în timp ce Jocurile Olimpice aveau loc la Londra, el a organizat o competiție sportivă pentru sportivii în scaun cu rotile la Stoke Mandeville.
Sportul pentru persoanele cu dizabilități fizice a început să fie organizat în SUA la sfârșitul anilor 1960 prin Disabled Sports USA. Disabled Sports USA a fost înființată în 1967 de veterani militari cu dizabilități, inclusiv Jim Winthers, pentru a ajuta la reabilitarea soldaților răniți care se întorceau din Vietnam și a numită inițial Asociația Națională a Schiorilor Amputați.
În 1975, Jocurile Paralimpice s-au extins pentru a include cei cu amputații ale membrelor și deficiențe de vedere. Persoanelor cu paralizie cerebrală li sa permis să concureze începând cu 1980.
.

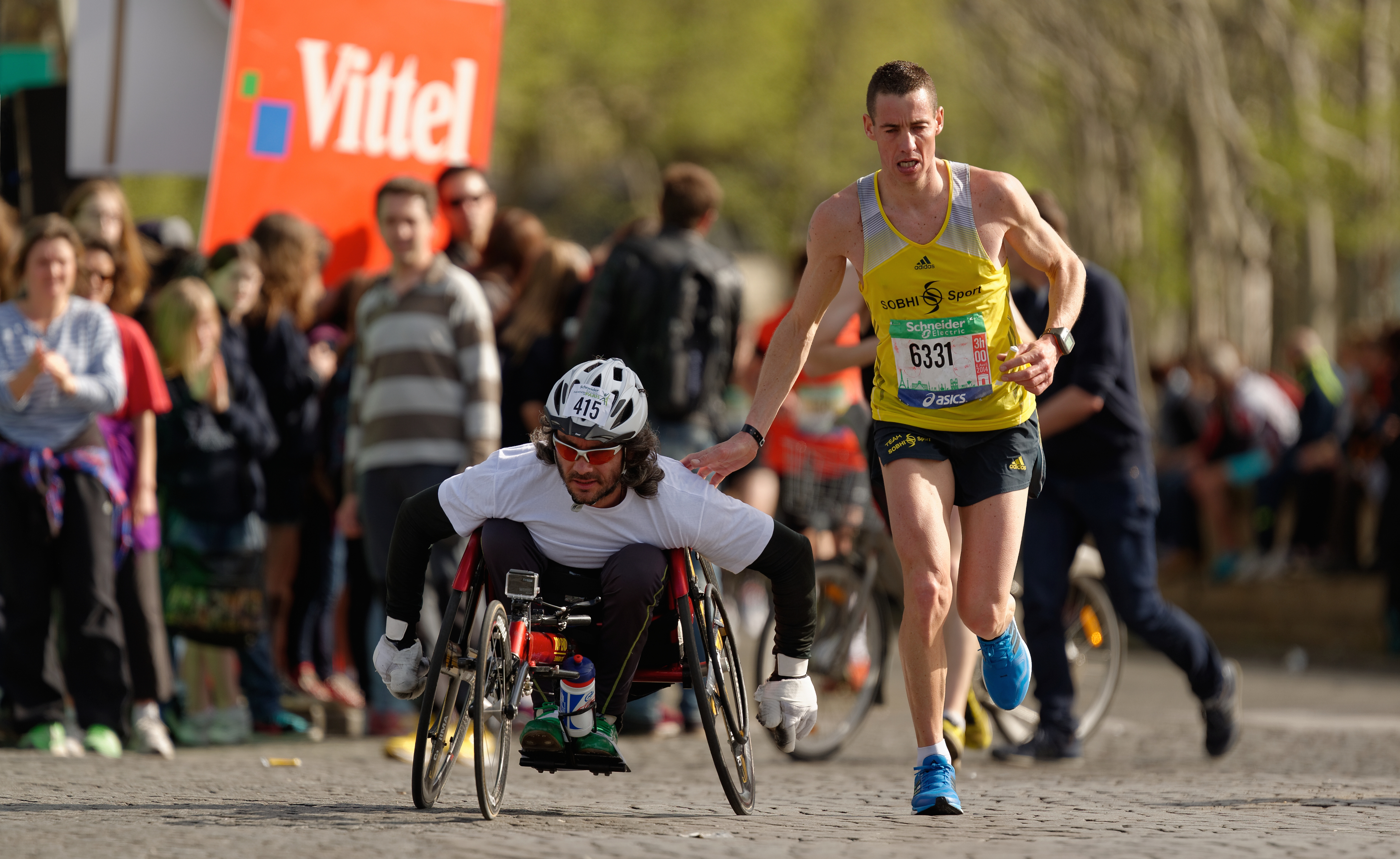
Un concurent în scaun cu rotile în timpul Maratonului Internațional de la Paris (Maratonul Parisului) în 2014

Din 1988, Comitetul Olimpic Internațional a ales să valideze sportul cu dizabilități(dizabilități fizice) și să îl includă ca parte a Jocurilor: organizarea Jocurilor Paralimpice urmează imediat Jocurile Olimpice. Această programare ajută la stimularea interesului mai mare pentru sporturile cu dizabilități. O investigație publicată pe un site web elvețian a arătat că din ce în ce mai multe Federații Sportive Internaționale scriu despre sportivi cu dizabilități mai mult decât orice alți sportivi sau sportive
În prezent, sportul paralimpic este guvernat de Comitetul Paralimpic Internațional, împreună cu o gamă largă de alte organizații sportive internaționale.
Astăzi, există multe oportunități sportive în întreaga SUA pentru persoanele rănite: ciclism, tir, tenis, baschet în scaun cu rotile, atletism, sporturi acvatice adaptate și schi pe zăpadă.
Două evenimente multi-sport în stil paralimpic există exclusiv pentru personalul din armată și veteranii răniți, răniți sau bolnavi: Jocurile Războinicilor din Statele Unite și Jocurile Invictus care au avut originea în Regatul Unit.

## Sport

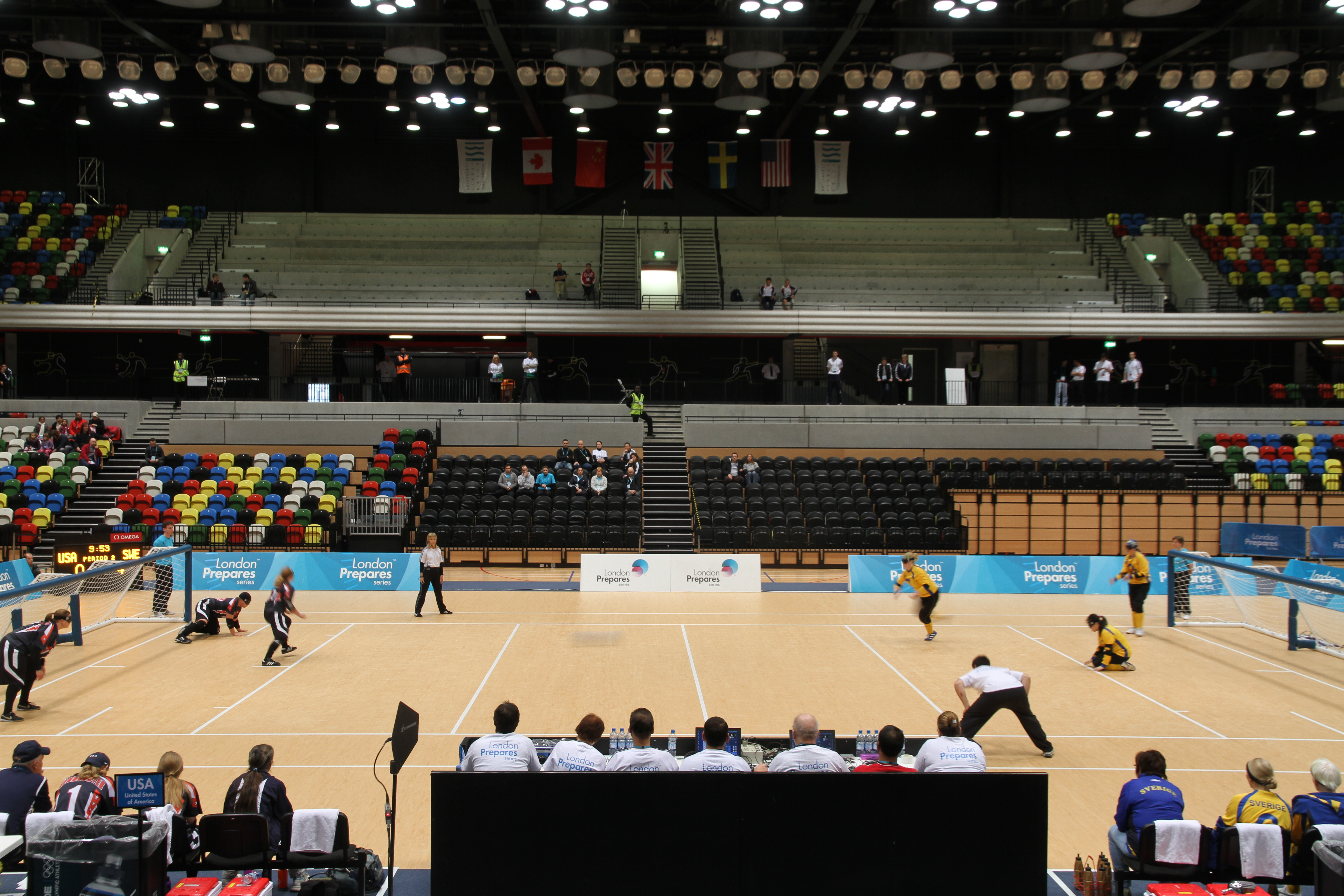
Un joc de goalball în curs (2012).

O gamă largă de sporturi au fost adaptate pentru a fi practicate de persoane cu diverse dizabilități, precum și câteva care sunt unice doar pentru sportivii cu dizabilități, cum ar fi goalball. În cadrul fiecărei mișcări se practică diferite sporturi la diferite niveluri; de exemplu, nu toate sporturile din mișcarea paralimpică fac parte din Jocurile Paralimpice. În plus, multe sporturi sunt practicate de persoane cu dizabilități în afara mișcărilor sportive formale.
Diverse sporturi adaptate ajută societatea să învețe despre dizabilități. De asemenea, ele pot ajuta la eliminarea unei parte din stigmatul asociat ca persoană cu dizabilitățile. 

## Includere
Începând de la sfârșitul anilor 1980 și începutul anilor 1990, a început activitatea în mai multe țări și organizații pentru a include sportivii cu dizabilități în sistemul sportiv fără dizabilități. Aceasta a inclus adăugarea de evenimente pentru sportivii cu dizabilități la jocurile majore, cum ar fi Jocurile Olimpice și Jocurile Commonwealth, și integrarea acestor sportivi în organizații sportive fără dizabilități.